# Žebrovky
Žebrovky (Nuda, Atentaculata) je třída primitivních mořských živočichů podobných žahavcům, z kmene žebernatek. Na rozdíl od tykadlovek nemají dlouhé lapavé pásy, lepivé buňky (tzv. colloblasty), které se soustředí kolem úst. Jsou aktivní lovci, plavou díky stahům těla. Nejznámějším druhem je žebrovka vejčitá (Beroe cucumis).